# Out of the Blue (Band)
Out of the Blue war eine amerikanische Band des Modern Jazz. Sie wurde 1984 auf Initiative des Blue Note-Labels gegründet, das seinen Sound der 1950er und 1960er Jahre wiederbeleben wollte. Die Bedeutung der Band bestand nach Wolf Kampmann „weniger in ihrem musikalischen Output als vielmehr in ihrem Charakter als Talentschmiede einer neuen Generation von Jazzmusikern, die individuell das Jazzgeschehen nachhaltig prägen sollten.“

## Geschichte
Die ursprüngliche Besetzung war:
- Michael Mossman (Trompete)
- Kenny Garrett (Altsaxophon)
- Ralph Bowen (Tenorsaxophon)
- Harry Pickens (Klavier)
- Robert Hurst (Bass)
- Ralph Peterson (Schlagzeug)

Zwischen 1985 und 1989 nahm die Band vier Alben auf und tourte mehrfach international; u. a. trat sie auf dem Mount Fuji Jazz Festival auf. Der dort entstandene Mitschnitt Live at Mt. Fuji war ihr erfolgreichstes Album und erreichte Platz 9 der Billboard Top Jazz Albums Charts.
Die Formation löste sich Ende des Jahrzehnts auf, weil die Musiker sich auf Einzelkarrieren konzentrierten. Weitere Musiker, die an der Band teilhatten, waren Kenny Davis (Bass), Steve Wilson (Altsaxophon), Renee Rosnes, (Klavier), Kenny Drew junior (Klavier) und Billy Drummond (Schlagzeug). Von der Kritik wurde die Band wegen der Funktion als Talentschmiede öfter mit den Jazz Messengers um Art Blakey verglichen.

## Diskographie
- Out of the Blue (Blue Note, 1985)
- Inside Track (Blue Note, 1986)
- Live at Mt. Fuji (Blue Note, 1986)
- Spiral Staircase (Blue Note, 1989)